# エビアンワンダー
『エビアンワンダー』（ AVIAN WANDER ）は、おがきちかによる日本のファンタジー漫画作品。2001年から2006年に『ヤングキングアワーズライト』（少年画報社）、『コミックZERO-SUM増刊WARD』（一迅社）で連載された。

## 概要
2000年、『アワーズ2001』（ヤングキングアワーズ2000年5月号増刊、少年画報社）に掲載された読切作品「銀符（エイジス）とその守護者」を元に、2001年から『ヤングキングアワーズライト』（少年画報社）で連載。全13話。
2002年に同誌が休刊となり連載は打ち切りとなるが、『コミックZERO-SUM増刊WARD』（一迅社）にて『エビアンワンダーREACT』として連載が再開され、完結した。全14話。
『エビアンワンダー』は、単行本全2巻（少年画報社）、同内容の新装版全2巻（一迅社）が刊行された。『エビアンワンダーREACT』は単行本全2巻（一迅社）が刊行された。
2014年には単行本全4冊分の内容と小冊子やペーパー、描き下ろしの新エピソードが1冊にまとめられた完全版『エビアンワンダーコンプリート』（一迅社）が刊行された。

## あらすじ
悪しき魂を狩り、地獄のエネルギーにする銀符は、「悪魔と契約し為す、忌まわしき者」として人々から怖れられている。
幼い頃、雪山の中で両親に捨てられたフレデリカは、自分の命と新しい家族（弟）と引き換えに悪魔・ペイシェントと契約し、銀符となった。契約で生じた悪魔への負債を返済するため、フレデリカは契約によって得た弟・ハウリィとともに悪しき魂を狩りながら旅をする。

## 登場人物
声優は『エビアンワンダーコンプリート』付属のドラマCDより。
フレデリカ
声 - 柚木涼香
美しき女剣士。胸に浮き出る炎の鷹（ネイズー）で悪しき魂を狩る銀符。正義感が強く、弱さを憎む。幼い頃、両親に捨てられた際にペイシェントと契約し、銀符となった。
ハウリィ
声 - 田村睦心
フレデリカの「家族が欲しい」という望みによって、ペイシェントが雪山の骸骨から作り出した存在。フレデリカと血は繋がっていないが弟として扱われている。銀符の補佐・侍符（カラムス）。
フェイ・イ
声 - 加瀬康之
帆斗仙流の武闘僧侶。ハウリィの師匠的存在であり、「先斗」「弟斗」と呼び合っている。フレデリカの悪魔的な考え方を更生させるという名目でしばしば2人の旅についてくるが、フレデリカには迷惑がられており、隙あらば撒かれそうになっている。
ペイシェント
フレデリカと契約をした悪魔。
ヨーヨー
声 - 金田アキ
フレデリカに付き添っている奇数羽の妖魔。人の運を悪くするなど、様々な能力を使うことが出来る。
エレクトラ
フレデリカの前任（フェル・フェザー）の銀符だった女性。元魔法学者。ペイシェントへの負債を残してこの世を去ったため、負債返済のため、次の銀符であるフレデリカの教育係としてこの世に時々姿を現す。
セス
声 - 川田紳司
『REACT』より登場。旅の途中で出会う青年。
ラビーニャ
声 - 茜屋日海夏
『REACT』より登場。旅の途中で出会う子連れの女性。

## コミックス

### エビアンワンダー
1. 1巻（少年画報社、2002年9月、ISBN 4785922397）
2. 2巻（少年画報社、2002年11月、ISBN 4785922524）

1. 新装版1巻（一迅社、2005年11月、ISBN 4758051941）
2. 新装版2巻（一迅社、2005年11月、ISBN 475805195X）

### エビアンワンダーREACT
1. 1巻（一迅社、2004年12月、ISBN 4758051143）
2. 2巻（一迅社、2006年12月、ISBN 4758052638）

### エビアンワンダーコンプリート
エビアンワンダーコンプリート（一迅社、2014年10月、ISBN 4758059667）